# Rytířova Lhota
Rytířova Lhota je malá vesnice, část obce Libošovice v okrese Jičín. Nachází se asi 1,5 km na severozápad od Libošovic. V roce 2009 zde bylo evidováno 44 adres. V roce 2001 zde trvale žilo 32 obyvatel.
Rytířova Lhota je také název katastrálního území o rozloze 3,27 km2. V katastrálním území Rytířova Lhota leží i Malá Lhota.

## Pamětihodnosti
- Přírodní rezervace Podtrosecká údolí